# El muerto (película)
 El muerto  es una película de Argentina filmada en Eastmancolor dirigida por Héctor Olivera según su propio guion escrito en colaboración con el guion de Fernando Ayala y Héctor Olivera según el cuento homónimo de Jorge Luis Borges que se estrenó el 21 de agosto de 1975 y que tuvo como actores principales a Francisco Rabal, Thelma Biral, Juan José Camero y Antonio Iranzo. También colaboraron Juan Carlos Onetti en la supervisión y el futuro director de cine, Juan Carlos Desanzo como director de fotografía. Tuvo el título alternativo de Cacique Bandeira y fue filmada parcialmente en Colonia de Sacramento y Tacuarembó, Uruguay.

## Sinopsis
La historia de Benjamín Otálora, un compadrito porteño que a fines del siglo XIX huye de Argentina después de matar a un enemigo y se une a la banda de un caudillo de Uruguay. Ambicioso de poder, nada resultará conforme a lo planeado por Otálora.

## Reparto
Participaron del filme los siguientes intérpretes:
- Francisco Rabal … Azevedo Bandeira
- Thelma Biral … La Gringa O'Railles
- Juan José Camero … Benjamin Otálora
- Antonio Iranzo … Ulpiano
- Raúl Lavié
- José María Gutiérrez
- Jorge Villalba
- Fernando Iglesias
- Enrique Alonso
- Noemí Laserre … Madam
- Ricardo Trigo
- Juan Carlos Lamas
- Rey Charol
- Max Berliner
- Antonio Mónaco
- Miguel Zysman
- Kary Vane
- Cristina Fernández
- Jorge Coscia … Extra
- Nino Udine

## Comentarios
Agustín Mahieu escribió:

”Todo el relato del film subraya la aventura directa y brutal del nuevo caudillo… Incluso arriesga en esa acción física del combate y la pelea, una tendencia a convertir el drama en una especie de austero pero espectacular western gaucho.”

G.M. en La Prensa escribió:

”Resulta eminentemente borgiano por su espíritu, por una atmósfera vaga e imprecisa en su clímax trágico… por esa nostalgia que brota de la evocación del tiempo ido.”

Los Principios opinó:

”El muerto no alcanza el nivel deseado… Thelma Biral no ha podido despojarse de sus tics de televisión.”

Manrupe y Portela escriben:

”Buena reconstrucción de época y adaptación del cuento de Borges. Tal vez en esa extensión esté la clave  para que el resultado aparezca algo insustancial.”